# Wo die Lerche singt
Versions successives
Personnages
- Margit
- Török Pal, son grand-père, un vieux paysan
- Sandor Zapolja, un peintre
- Le baron Arpad Ferenczy, son ami
- Vilma Garamy, chanteuse
- Bodroghy Pista, un paysan
- Borcsa, une servante

Wo die Lerche singt (Là où chante l'alouette) est une opérette de Franz Lehár sur un livret d'Alfred Maria Willner et Heinz Reichert.
L'œuvre est créée en hongrois sous le titre A Pacsirta (L'Alouette) le 1er février 1918 à Opéra royal de Budapest. La première représentation en allemand a lieu le 27 mars 1918 au Theater an der Wien à Vienne.

## Argument
L'opérette a lieu dans un village hongrois et à Budapest au début du XXe siècle et raconte l'amour finalement malheureux d'une paysanne nommée Margit pour un peintre nommé Sandor. Il l'emmène à Budapest, où il veut la familiariser avec la vie en ville. Margit se rend vite compte qu'elle ne supporte pas la vie en ville. En outre, Sandor revient à son vieil amour Vilma. Déçue, Margit quitte Sandor et Budapest et rentre dans son village natal « là où chante l'alouette ». Dans son village natal, elle retourne chez son ancien ami Pista.

## Musique
Franz Lehár met l'œuvre en musique en utilisant des éléments de style hongrois et viennois. Comparée à d'autres opérettes du compositeur comme La Veuve joyeuse, l'œuvre paraît un peu plus pâle et ne s'appuie pas sur les grands succès du compositeur. Néanmoins, l'opérette est un succès au début et dans les premières années après la création, et elle est souvent programmée dans les théâtres des pays germanophones et en Hongrie. Aujourd'hui, l'opérette n'est interprétée que rarement. Cependant, certaines pièces de musique ont pu être conservées et sont parfois jouées à des concerts.

## Adaptations
Au cinéma
- Wo die Lerche singt, film germano-autrichien réalisé par Hubert Marischka sorti en 1918.
- Wo die Lerche singt, film germano-helvético-hongrois réalisé par Karel Lamač sorti en 1936.
- Wo die Lerche singt, film autrichien réalisé par Hans Wolff sorti en 1956.

## Source de la traduction
- (de) Cet article est partiellement ou en totalité issu de l’article de Wikipédia en allemand intitulé « Wo die Lerche singt » (voir la liste des auteurs).